# Euskal Bizikleta 1994
La Euskal Bizikleta 1994, venticinquesima edizione della corsa, si svolse in cinque tappe dal 15 al 19 giugno 1994, per un percorso totale di 848,8 km. Fu vinta dall'italiano Stefano Della Santa che terminò in 22h22'12".

## Tappe
| Tappa  | Data      | Percorso                      | km    | Vincitore di tappa  | Leader cl. generale |
| ------ | --------- | ----------------------------- | ----- | ------------------- | ------------------- |
| 1ª     | 15 giugno | Eibar > Sondika               | 174,5 | Luc Leblanc         | Luc Leblanc         |
| 2ª     | 16 giugno | Sondika > Villabona           | 200,7 | Gian Matteo Fagnini |                     |
| 3ª     | 17 giugno | Villabona > Saint-Jean-de-Luz | 177,2 | Evgenij Berzin      |                     |
| 4ª     | 18 giugno | Saint-Jean-de-Luz > Eibar     | 159,4 | Gianni Bugno        |                     |
| 5ª     | 19 giugno | Iurreta ETB > Arrate          | 137   | Evgenij Berzin      | Stefano Della Santa |
| Totale | Totale    | Totale                        | 848,8 |                     |                     |

## Squadre e corridori partecipanti
Le 16 squadre partecipanti alla gara furono:
| N. | Cod. | Squadra                    |
| -- | ---- | -------------------------- |
|    | ART  | Artiach                    |
|    | BAN  | Banesto                    |
|    | BRE  | Brescialat-Ceramiche Refin |
|    | CBH  | Castellblanch              |
|    | COL  | Collstrop-Willy Naessens   |
|    | EUS  | Euskadi-Petronor           |
|    | GBM  | GB-MG Maglificio           |
|    | GEW  | Gewiss-Ballan              |

| N. | Cod. | Squadra             |
| -- | ---- | ------------------- |
|    | LOT  | Lotto-Caloi         |
|    | KEL  | Kelme               |
|    | FES  | Festina-Lotus       |
|    | MAP  | Mapei-CLAS          |
|    | MER  | Mercatone Uno       |
|    | NAV  | Navigare-Blue Storm |
|    | ONC  | ONCE                |
|    | PLT  | Polti               |

## Dettagli delle tappe

### 1ª tappa
- 15 giugno: Eibar > Sondika – 174,5 km

Risultati
| Pos. | Corridore       | Squadra       | Tempo    |
| ---- | --------------- | ------------- | -------- |
| 1    | Luc Leblanc     | Festina-Lotus | 4h28'55" |
| 2    | Davide Rebellin | GB-MG Magl.   | s.t.     |
| 3    | Georg Totschnig | Team Polti    | s.t.     |

### 2ª tappa
- 16 giugno: Sondika > Villabona – 200,7 km

Risultati
| Pos. | Corridore           | Squadra       | Tempo    |
| ---- | ------------------- | ------------- | -------- |
| 1    | Gian Matteo Fagnini | Mercatone Uno | 5h16'31" |
| 2    | Stefano Zanini      | Navigare      | s.t.     |
| 3    | Massimo Strazzer    | Navigare      | s.t.     |

### 3ª tappa
- 17 giugno: Villabona > Saint-Jean-de-Luz – 177,2 km

Risultati
| Pos. | Corridore           | Squadra       | Tempo    |
| ---- | ------------------- | ------------- | -------- |
| 1    | Evgenij Berzin      | Gewiss-Ballan | 5h02'44" |
| 2    | Stefano Della Santa | Mapei-CLAS    | s.t.     |
| 3    | Maximilian Sciandri | GB-MG Magl.   | s.t.     |

### 4ª tappa
- 18 giugno: Saint-Jean-de-Luz > Eibar – 159,4 km

Risultati
| Pos. | Corridore       | Squadra       | Tempo    |
| ---- | --------------- | ------------- | -------- |
| 1    | Gianni Bugno    | Team Polti    | 4h05'50" |
| 2    | Evgenij Berzin  | Gewiss-Ballan | s.t.     |
| 3    | Davide Rebellin | GB-MG Magl.   | s.t.     |

### 5ª tappa
- 19 giugno: Iurreta ETB > Arrate – 137 km

Risultati
| Pos. | Corridore           | Squadra       | Tempo    |
| ---- | ------------------- | ------------- | -------- |
| 1    | Evgenij Berzin      | Gewiss-Ballan | 3h27'37" |
| 2    | Stefano Della Santa | Mapei-CLAS    | s.t.     |
| 3    | Davide Rebellin     | GB-MG Magl.   | a 1'12"  |

## Classifiche finali

### Classifica generale
| Pos. | Corridore           | Squadra       | Tempo     |
| ---- | ------------------- | ------------- | --------- |
| 1    | Stefano Della Santa | Mapei-CLAS    | 22h22'12" |
| 2    | Evgenij Berzin      | Gewiss-Ballan | s.t.      |
| 3    | Davide Rebellin     | GB-MG Magl.   | a 37"     |
| 4    | Georg Totschnig     | Team Polti    | a 42"     |
| 5    | Massimo Podenzana   | Navigare      | a 1'34"   |
| 6    | Gianni Bugno        | Team Polti    | a 2'06"   |
| 7    | Maximilian Sciandri | GB-MG Magl.   | a 5'10"   |
| 8    | Augusto Triana      | Euskadi       | a 6'44"   |
| 9    | Franco Vona         | Kelme         | a 7'24"   |
| 10   | Rolf Sørensen       | GB-MG Magl.   | a 10'05"  |